# Espérance Sportive de Tunis
O Espérance Sportive de Tunis (em árabe:أمل تونس الرياضي), conhecido como Attaraji, EST, Mkashkha, ou simplesmente Espérance de Túnis, é um clube de futebol tunisiano fundado em 15 de janeiro de 1919. Atualmente disputa o Campeonato Tunisiano de Futebol e a Liga dos Campeões da CAF.
É o clube tunisiano de maior sucesso nacional e internacionalmente em todas as competições, com 34 títulos do Campeonato Tunisiano, 16 títulos da Copa da Tunísia e 7 títulos da Supertaça da Tunísia. No nível continental, venceu a Liga dos Campeões da CAF quatro vezes (1994, 2011, 2018 e 2019), a Copa CAF em 1997, a Supercopa da CAF em 1995 e a Copa dos Vencedores das Copas da África em 1998. O Espérance é o clube árabe que mais conquistou a Liga dos Campeões Árabes (três vezes, em 1993, 2008 e 2017). Globalmente, o clube venceu o Campeonato Afro-Asiático de Clubes em 1995. Participou quatro vezes do Mundial de Clubes da FIFA em 2011, 2018, 2019, e e ficou satisfeito com o quinto lugar como melhor participação.

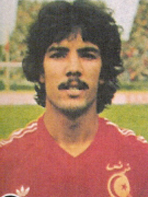
Tarak Dhiab é considerado uma lenda e ícone do clube.

O Espérance ficou em sétimo lugar no ranking dos melhores clubes africanos do século XX compilados pela FIFA. Também ganhou o Prêmio de Melhor Clube Africano em 2011 e o Prêmio FIFA Fair Play em 2019. Há uma certa rivalidade com o Club Africain, contra quem joga o "Clássico de Túnis" em todas as temporadas do Campeonato Tunisiano e às vezes na Copa da Tunísia. Outros rivais incluem o Étoile Sportive du Sahel e o CS Sfaxien. 
O ex-jogador Tarak Dhiab é considerado uma lenda e ícone do clube, pois é o jogador com mais jogos, com 427 partidas, e o maior goleador de todos os tempos, com 127 gols. Hamdi Meddeb é presidente do clube desde 2007, e o técnico é o português Miguel Cardoso desde janeiro de 2024. Manda seus jogos no Estádio Olímpico Hammadi Agrebi, localizado na cidade de Radès.

## História

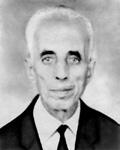
Mohamed Zouaoui, cofundador da Espérance.

### Fundação e primeiros anos
O clube foi fundado no Café de L'Espérance (árabe: مقهى الترجي) no bairro de Bab Souika em Túnis no dia 15 de janeiro de 1919 por Mohamed Zouaoui e Hédi Kallel. Apelaram a Louis Montassier, membro da administração colonial francesa, para obter autorização, pois de acordo com os regulamentos da época, todos esses clubes e sociedades tinham de ser legalmente presididos por um cidadão francês.
A princípio, as primeiras cores foram o verde e o branco. Em 1920, Chedly Zouiten, um estudante do ensino médio, forneceu um conjunto de camisas com faixas verticais vermelhas e amarelas, que se tornaram as novas cores do clube. Zouiten tornou-se membro do comitê de gestão do clube em 1923 antes de se tornar presidente em 1931. Durante esse mandato, que durou mais de três décadas, o Espérance esteve quase à beira do abandono até ser promovido ao Campeonato Tunisiano em 1936. Também conseguiu chegar à final da Taça da Tunísia, mas foi derrotado pelo Stade Gaulois.

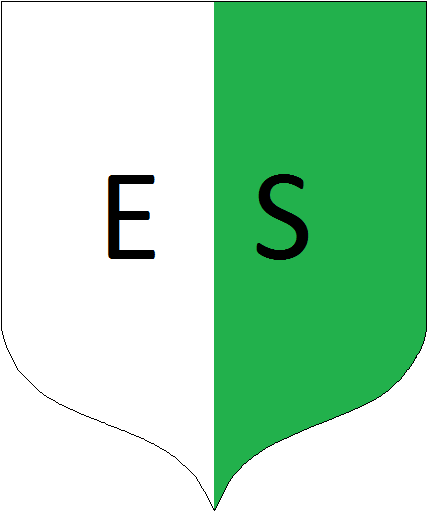
Primeiro escudo do Espérance, quando ainda era verde e branco.

Três anos depois, o Espérance venceu a Copa da Tunísia contra o Etoile Sportive du Sahel por 3 a 1, o primeiro título, e, em 1955, o clube se classificou para representar a Tunísia no Campeonato Norte-Africano. Na partida eliminatória, duas das cinco equipes foram sorteadas aleatoriamente para competir entre si e o vencedor se classificava imediatamente para as semifinais. O Wydad Casablanca, do Marrocos, foi o sorteado; o encontro aconteceu em Túnis, em 15 de maio de 1955, com o EST perdendo por 2 a 1.

### Pós-independência (1956)
O Espérance foi campeão nacional em 1958 e 1960 e vencedor da Taça em 1957; o estilo de jogo explicava o entusiasmo popular. O futebol de ataque foi abandonado em 1963, após a passagem de Ben Azzedine como treinador, optando pelos princípios defensivos ao estilo italiano.
Em 1971, violentos tumultos ocorreram no Estádio El Menzah por torcedores do Espérance após a derrota na final para o Club Sportive Sfaxien. As autoridades então sancionaram o fclube e retiraram-o o direito de jogar na primeira divisão. A seção de futebol do Espérance foi dissolvida quando o time estava a um dia de ser coroado campeão.
Slim Chiboub assumiu o comando do clube em 1989. Rapidamente, ele cumpriu uma de suas promessas com uma dobradinha em 1990 e 1991. Em 1993, conquistou títulos internacionais e locais. O Espérance também conquistou sua primeira copa regional, a Copa dos Campeões dos Clubes Árabes, tornando-se o primeiro time tunisino a fazê-lo. No ano seguinte, o clube conquistou sua primeira Liga dos Campeões da CAF às custas do atual campeão Zamalek. Em 1995, o EST venceu a Supertaça da CAF e também a Copa Afro-Asiática, tornando-se o primeiro clube tunisiano a conquistar todos os títulos continentais possíveis. O clube ainda conquistou dez títulos da liga tunisiana, incluindo um heptacampeonato entre 1998 e 2004, estabelecendo um novo recorde nacional. 
Entre 2005 e 2007, Aziz Zouhir comandou o clube, que conquistou outra dobradinha em 2006. No ano seguinte, Hamdi Meddeb assumiu o comando de presidente. Ele se concentrou em impulsionar financeiramente o Espérance e em recrutar talentos africanos.
Na temporada 2010-2011, o Espérance completou uma tríplice coroa histórica ao vencer a Liga, a Copa Nacional e a Liga dos Campeões Africanos, sob o comando do técnico Nabil Maâloul. Após este sucesso, um novo comitê presidido por Hamdi Meddeb foi eleito em 25 de setembro de 2011 para um mandato de três anos. No entanto, Maâloul renunciou após um sexto lugar na Copa do Mundo de Clubes da FIFA. O time perdeu a final da Liga dos Campeões da CAF de 2012 para o Al Ahly, e a estrela do time Youssef Msakni foi vendida ao clube catariano Lekhwiya por 23 milhões de dinares tunisianos.

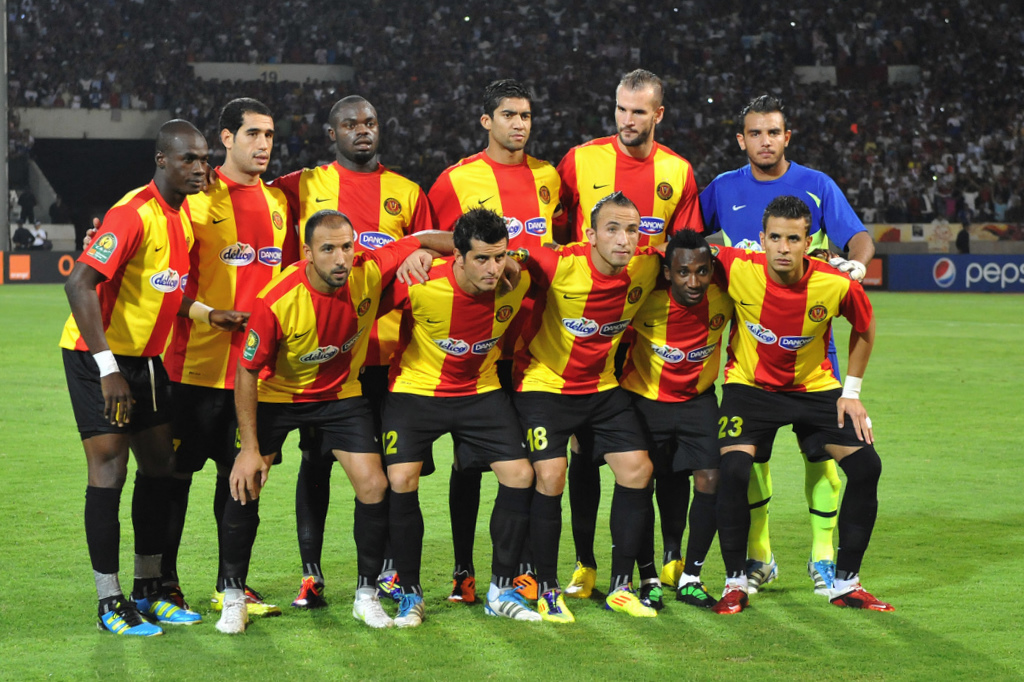
Espérance campeã da Liga dos Campeões da CAF em 2011.

### Era Hamdi Meddeb e sucesso sustentado (2007-presente)

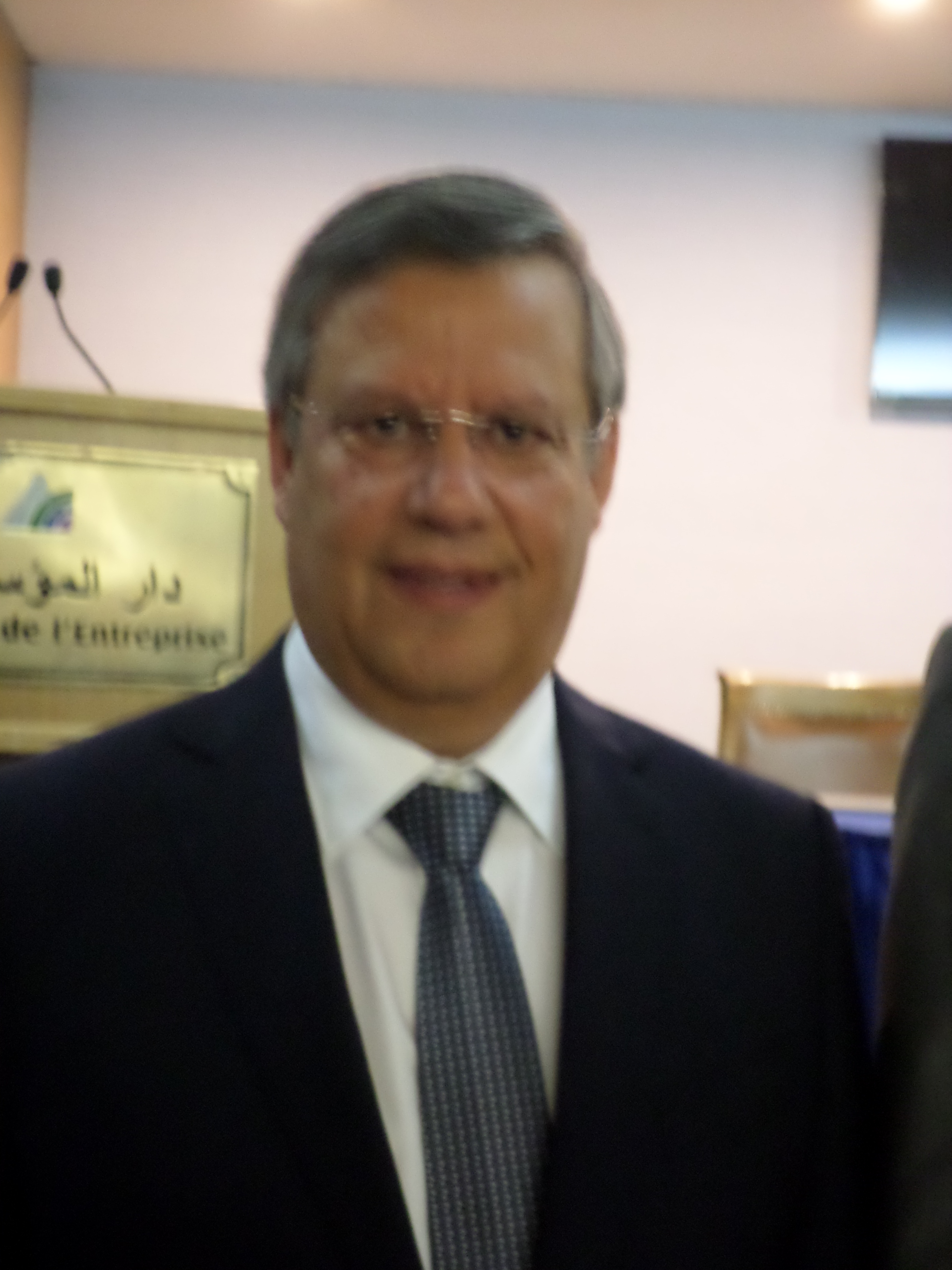
Hamdi Meddeb, atual presidente do Espérance de Túnis.

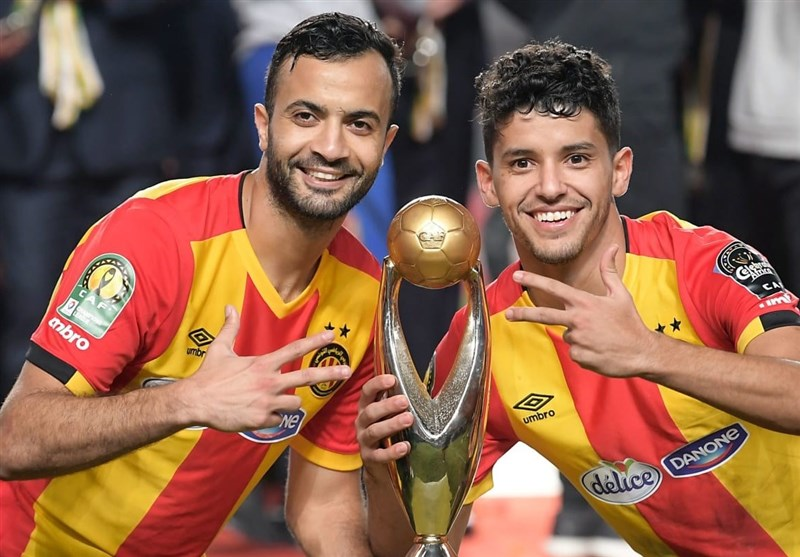
Espérance campeã da Liga dos Campeões da CAF em 2018.

Em 6 de agosto de 2017, o clube conquistou seu quarto título árabe ao derrotar o Al Faisaly da Jordânia por 3 a 2 após a prorrogação. Depois de conquistar seu 28º título da liga em 8 de abril, o Espérance conquistou sua terceira Liga dos Campeões da CAF contra o Al Ahly, (derrota de 3 a 1 em casa e vitória por 3 a 0 fora) diante de uma multidão de 60 mil pessoas, com gols de Saad Bguir e Anice Badri. Com a ajuda do jovem treinador Moïne Chaâbani, o clube conquistou a terceira Liga dos Campeões da sua história, poucos meses antes do seu centenário, a 15 de janeiro de 2019. O clube terminou a temporada 2018-2019 como campeão africano pela quarta vez depois de vencer a Liga dos Campeões da CAF contra o Wydad Casablanca (1-1 fora e 1-0 em casa), devido à recusa dos marroquinos em jogar em protesto contra a decisão do VAR.

## Honras oficiais
|                   |                              |         | |
| INTERCONTINENTAIS |                              |         | |
|                   | Competição                   | Títulos | Temporadas |
|                   | Copa Afro-Asiático de Clubes | 1       | 1995 |
| CONTINENTAIS      |                              |         | |
|                   | Competição                   | Títulos | Temporadas |
|                   | Liga dos Campeões da CAF     | 4       | 1994, 2011, 2018, 2018–19 |
|                   | Copa da CAF                  | 1       | 1997 |
| Africa            | Recopa da CAF                | 1       | 1998 |
| Africa            | Supercopa da CAF             | 1       | 1995 |
| INTERNACIONAIS    |                              |         | |
|                   | Competição                   | Títulos | Temporadas |
|                   | Liga dos Campeões Árabes     | 3       | 1993, 2009, 2017 |
|                   | Supercopa Árabe              | 1       | 1996 |
| NACIONAIS         |                              |         | |
|                   | Competição                   | Títulos | Temporadas |
|                   | Campeonato Tunisiano         | 34      | 1959, 1960, 1970, 1975, 1976, 1982, 1985, 1988, 1989, 1991, 1993, 1994, 1998, 1999, 2000, 2001, 2002, 2003, 2004, 2006, 2009, 2010, 2011, 2012, 2014, 2017, 2018, 2019, 2020, 2021, 2022, 2024, 2025 |
|                   | Copa da Tunísia              | 16      | 1938–39, 1957, 1964, 1979, 1980, 1986, 1989, 1991, 1997, 1999, 2006, 2007, 2008, 2011, 2016, 2025 |
|                   | Supercopa da Tunísia         | 7       | 1960, 1993, 2001, 2018, 2019, 2021, 2024 |

## Campanhas
| Competição                      | 2010 | 2011 | 2012 | 2013 | 2014 | 2015 | 2016 | 2017 | 2018 | 2019 |
| ------------------------------- | ---- | ---- | ---- | ---- | ---- | ---- | ---- | ---- | ---- | ---- |
| Mundial                         |      |      |      |      |      |      |      |      |      |      |
| Copa do Mundo de Clubes da FIFA |      | 6°   |      |      |      |      |      |      | 5°   | 5°   |
| Continental                     |      |      |      |      |      |      |      |      |      |      |
| Liga dos Campeões da CAF        | F    | C    | F    | SF   | FG   | 3F   |      | QF   | C    | C    |
| Copa das Confederações da CAF   |      |      |      |      |      | FG   | 4E   |      |      |      |
| Supercopa da CAF                |      |      | F    |      |      |      |      |      |      | F    |
| Nacional                        |      |      |      |      |      |      |      |      |      |      |
| Campeonato Tunisiano            | C    | C    | C    | 2°   | C    | 3°   | 2°   | C    | C    | C    |
| Copa da Tunísia                 | 8F   | C    | SF   |      | QF   | QF   | C    | SF   | 32F  | SF   |
| Regional                        |      |      |      |      |      |      |      |      |      |      |
| Liga dos Campeões Árabes        |      |      |      |      |      |      |      | C    |      | 1R   |

## Treinadores
| Tunísios - Hamadi Ben Ghachem - Hachemi Chérif - Hachemi Chérif - Abderrahmane Ben Ezzedine - Abderrahmane Ben Ezzedine - Slah Guiza - Hmid Dhib - Abderrahmane Ben Ezzedine - Mokhtar Tlili - Hmid Dhib - Faouzi Benzarti - Faouzi Benzarti - Khaled Ben Yahia - Youssef Zouaoui - Youssef Zouaoui - Faouzi Benzarti - Youssef Zouaoui - Mrad Mahjoub - Khaled Ben Yahia - Faouzi Benzarti - Larbi Zouaoui - Ali Ben Neji - Youssef Zouaoui - Maher Kanzari (interim) - Faouzi Benzarti - Maher Kanzari - Nabil Maaloul - Larbi Zouaoui (interim) - Nabil Maaloul - Khaled Znaidi (interim) - Maher Kanzari - Skander Kasri (interim) - Khaled Ben Yahia - Ammar Souayah | Estrangeiros - Jean Baratte - Roger Lemerre - Robert Domergue - Jacky Duguépéroux - Sébastien Desabre - Sébastien Desabre - José Anigo - Amarildo - Roberto di Baldos Amilton - Cabralzinho - Habib Draoua - Habib Draoua - Ali Fergani - Sandor Pazmandy - Stjepan Bobek - Vladimir Mirka - Antoni Piechniczek - Władysław Jan Żmuda - Zdzislaw Podedworny - Antoni Piechniczek - Anton Donchevski - Michel Decastel - Luigi Maifredi - Oscar Fulloné - Claude Andrey - José Morais - Michel Decastel - Ruud Krol - Leonid Bukarov |

## Cultura popular
O clube é apoiado em todo o país e na diáspora tunisiana na Europa, Oriente Médio e América do Norte.

### Grupos de apoiadores

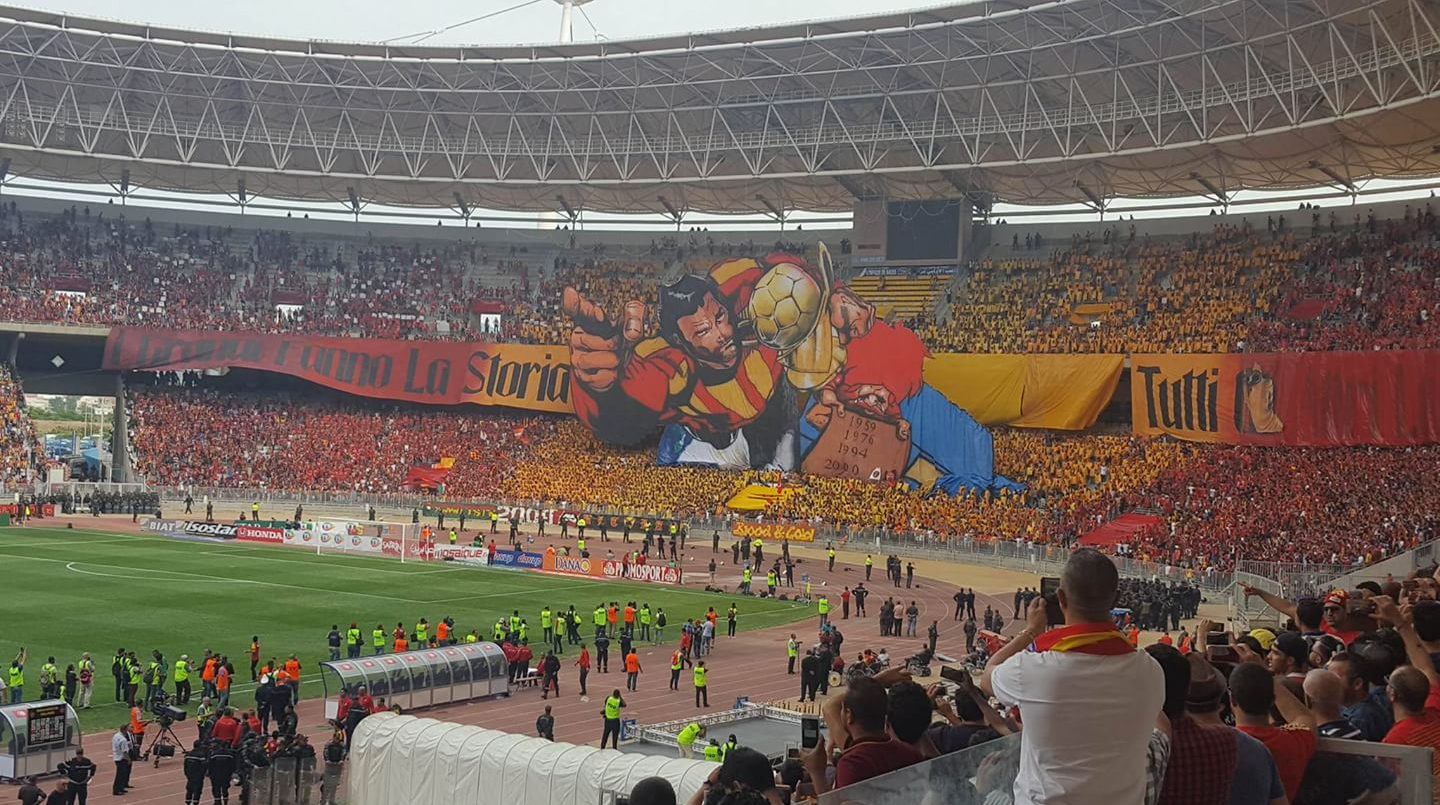
Mosaico da torcida do Espérance de Túnis.

- Ultras L'Emkachkhines
- Supras
- Blood & Gold
- Zapatista Esperanza
- Torcida
- Matadors
- Fedayn
- Ayounos Algres
- Strano Boys
- Los Guerreros
- Resista Armada

## Infraestrutura

### Estádio Hammadi Agrebi (Radès)

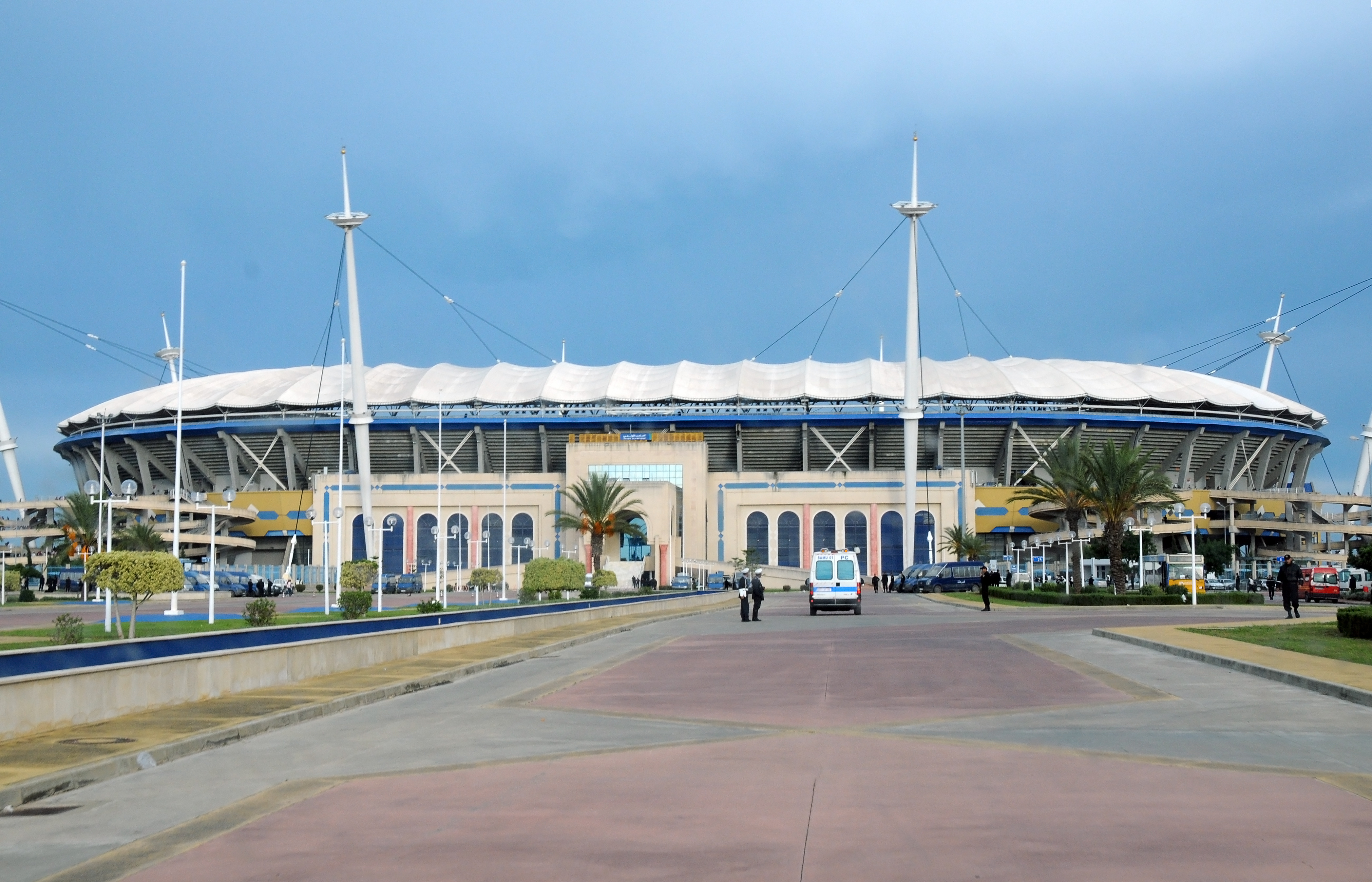
O exterior do estádio Radès.

O Stade Olympique Hamadi Agrebi, inaugurado como Stade 7 de Novembro, é um estádio multiuso em Radès, a cerca de 10 quilômetros a sudeste do centro de Túnis. Atualmente é utilizado principalmente para jogos de futebol e também possui instalações para atletismo. O estádio tem capacidade para até 60 mil espectadores e foi construído em 2001 para os Jogos do Mediterrâneo. Foi inaugurado em julho de 2001 para a final da Copa da Tunísia entre CS Hammam-Lif e Étoile du Sahel.

#### Estádio El Menzah

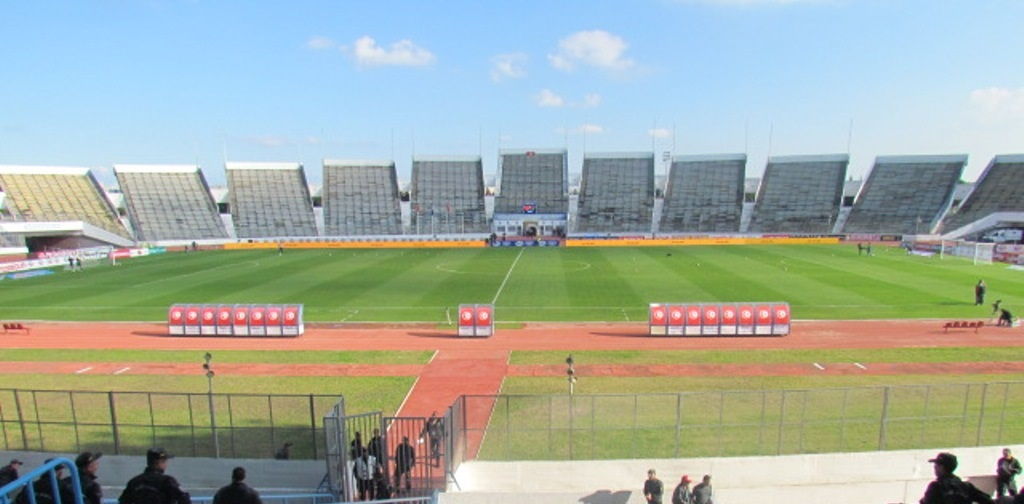
Estádio El Menzah.

O Stade El Menzah é um estádio multiuso localizado no norte de Túnis, na Tunísia. Foi construído para sediar os Jogos do Mediterrâneo de 1967, ao mesmo tempo que a piscina olímpica e o ginásio. Desde então, é parte integrante do principal complexo desportivo da Tunísia. Os três principais times de futebol da Tunísia, Espérance de Tunis, Club Africain e Stade Tunisien, disputam seu jogos neste estádio.
O estádio foi completamente reformado para a Copa das Nações Africanas de 1994. Tem capacidade para 45.000 lugares. A seção VIP é composta por uma arquibancada e 2 salões com capacidade para 300 pessoas em configuração “coquetel”. O estádio sediou os jogos da seleção tunisiana de futebol até a inauguração do Stade 7 de Novembro, no sul de Túnis, em 2001.